# Giuseppe Fogazzaro

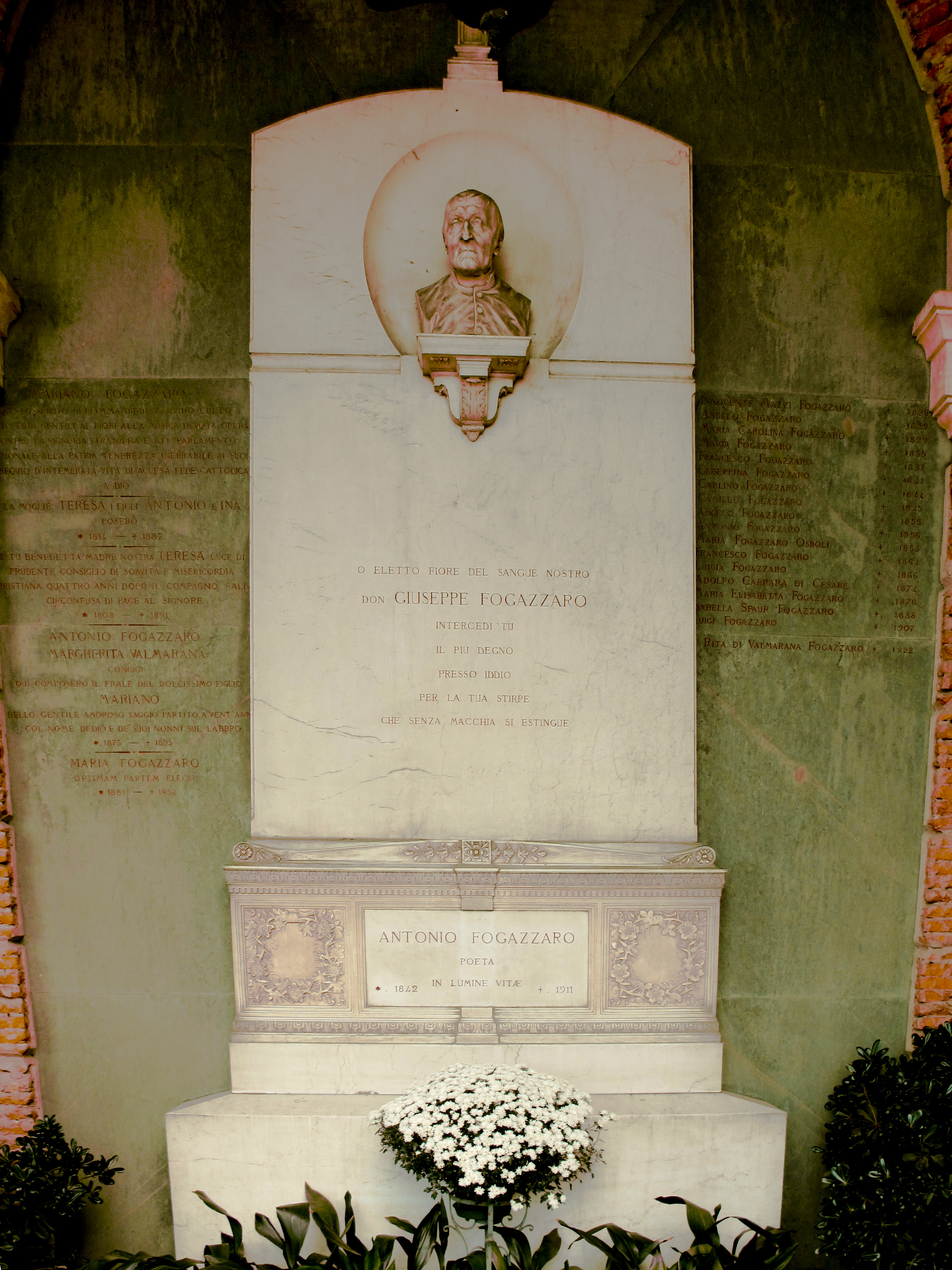
Vicenza - Cimitero Maggiore, lapidi a don Giuseppe Fogazzaro e ad Antonio Fogazzaro

Don Giuseppe Fogazzaro (Bergamo, 6 novembre 1813 – Vicenza, 6 aprile 1901) è stato un presbitero e insegnante italiano.

## Biografia
Zio del più noto scrittore Antonio Fogazzaro (che lo rappresenta in Piccolo mondo moderno come don Flores), nacque a Bergamo da famiglia d'origine vicentina.
Rientrato con i genitori a Vicenza, nel 1831 entrò nel Seminario diocesano per essere ordinato sacerdote nel 1836. Professore nello stesso Seminario, insieme con Giovanni Rossi aderì agli ideali risorgimentali entrando a far parte, in occasione dei moti del 1848, del Comitato provvisorio dipartimentale vicentino. Il Fogazzaro si recò anche a Roma per perorare di fronte al papa la causa di Vicenza, ma non fu ricevuto. Una volta repressa l'insurrezione, entrambi dovettero andare in esilio a Firenze.
Dopo il suo ritorno a Vicenza fu perseguitato dalla polizia austriaca. Dal 1866 diresse per un ventennio la "Scuola metodica" ivi fondata nel 1862 e finalizzata alla formazione di insegnanti elementari.
Morì nel 1901. Alla sua memoria è intitolato l'attuale Liceo Don Giuseppe Fogazzaro (ex-Istituto Magistrale) di Vicenza.